# Nowy cmentarz żydowski w Końskowoli
Nowy cmentarz żydowski w Końskowoli – został założony w XVIII wieku i zajmuje nieogrodzoną powierzchnię 2 ha na której, wskutek dewastacji, nie zachował się żaden nagrobek. Jedyna ocalała macewa znajduje się w muzeum w Puławach. Cmentarz sąsiaduje z cmentarzem ewangelicko-augsburskim.